# Гай Юлий Аспер
Гай Юлий Аспер (лат. Gaius Iulius Asper) — римский государственный деятель первой половины III века.

## Биография
Аспер происходил из малоазиатского города Атталия. В правление императора Коммода он был консулом-суффектом. В 200/201 или 204/205 году Аспер находился на посту проконсула Африки. В 212 году он был назначен консулом вместе со своим сыном Гаем Юлием Камилием Аспером. Одновременно с должностью консула Аспер занимал должность префекта Рима.
Однако в том же году он впал в немилость и был сослан вместе с сыном по приказу Каракаллы. Позже, он был помилован и назначен проконсулом Азии в 217/218 году, но новый император Макрин отменил это назначение, ссылаясь на старость и болезнь Аспера, поставив взамен Квинта Аниция Фауста.
Аспер входил в состав жреческих коллегий фламинов Марса и палатинских салиев.